# Bukowiec (kraj morawsko-śląski)
Bukowiec (cz. Bukovec wymowaⓘ, niem. Bukowetz) – wieś i gmina w Czechach, w kraju morawsko-śląskim, w powiecie Frydek-Mistek, na Śląsku Cieszyńskim. Jest najdalej wysuniętą na wschód gminą Czech.

## Ludność
Według czeskiego spisu z 2001 roku w Bukowcu mieszkało 1356 osób, w tym 863 Czechów (63,64%), 455 Polaków (33,55%), 16 (1,17%) Słowaków, 13 (0,95%) Ślązaków. Osób wierzących było 1296 (95,5% populacji), z czego 1184 (87,31%) wiernych Kościoła katolickiego oraz 14 wiernych Ewangelickiego Kościoła Czeskobraterskiego.

## Historia
Bukowiec jest najstarszą wsią beskidzkiej części Śląska Cieszyńskiego, której przywilej lokacyjny (choć w odpisach) zachował się do naszych czasów. Z jego lektury wiemy, że w 1353 książę cieszyński Kazimierz I (...) z dbałości o wszelkie dobro swej ziemi dał Piotrowi zwanemu Gros i jego potomkom las Ulgar nad potokiem Bukowcem, obejmujący 60 łanów frankońskich, celem założenia osady na prawie niemieckim. Przywilej ten został następnie potwierdzony w 1563 r. przez księcia Wacława III Adama i drugi raz w 1604 r. przez księcia Adama Wacława. Nazwa lasu Ulgar poszła od ustalonej w dokumencie lokacyjnym 20-letniej „ulgi” dla osadników, tj. zwolnienia z opłat na rzecz księcia. Nazwa wsi pochodzi od lasów bukowych w okolicy lub od nazwy wspomnianego potoku Bukowiec (chociaż miejscowi używali nazwy Wiestnik) i wymieniana jest po raz pierwszy w roku 1523.
Większość osadników Bukowca pochodziła z północnych rejonów księstwa cieszyńskiego, choć wkrótce dołączyli do nich nowi przybysze. Sądząc po nazwiskach (Czarnohorski, Bojko, Wałach) pochodzili zapewne ze wschodnich Karpat i przybyli w ten rejon wraz z falą ludności tzw. wałaskiej. Urbarz z roku 1692 wymienia po nazwisku 20 właścicieli gruntów.
Wójtami Bukowca byli najczęściej Bieleszowie, wspominani już w XVI w. W XVII w. wójtostwo rozpadło się jednak na dwie części, a w 1830 r. było już podzielone na 6 części i wkrótce podupadło. Wójtowie bukowscy nie mieli karczmy (choć prawo do jej postawienia mieli zagwarantowane w przywileju lokacyjnym). Wystawił ją dopiero w 1824 r. na gruncie kupionym od Komory Cieszyńskiej Herman z Bukowca.
Bukowczanie zajmowali się hodowlą bydła i posiadali szałasy na Girowej: oprócz szałasu wójtowskiego wspominany jest tam szałas należący do rodziny Łysków.

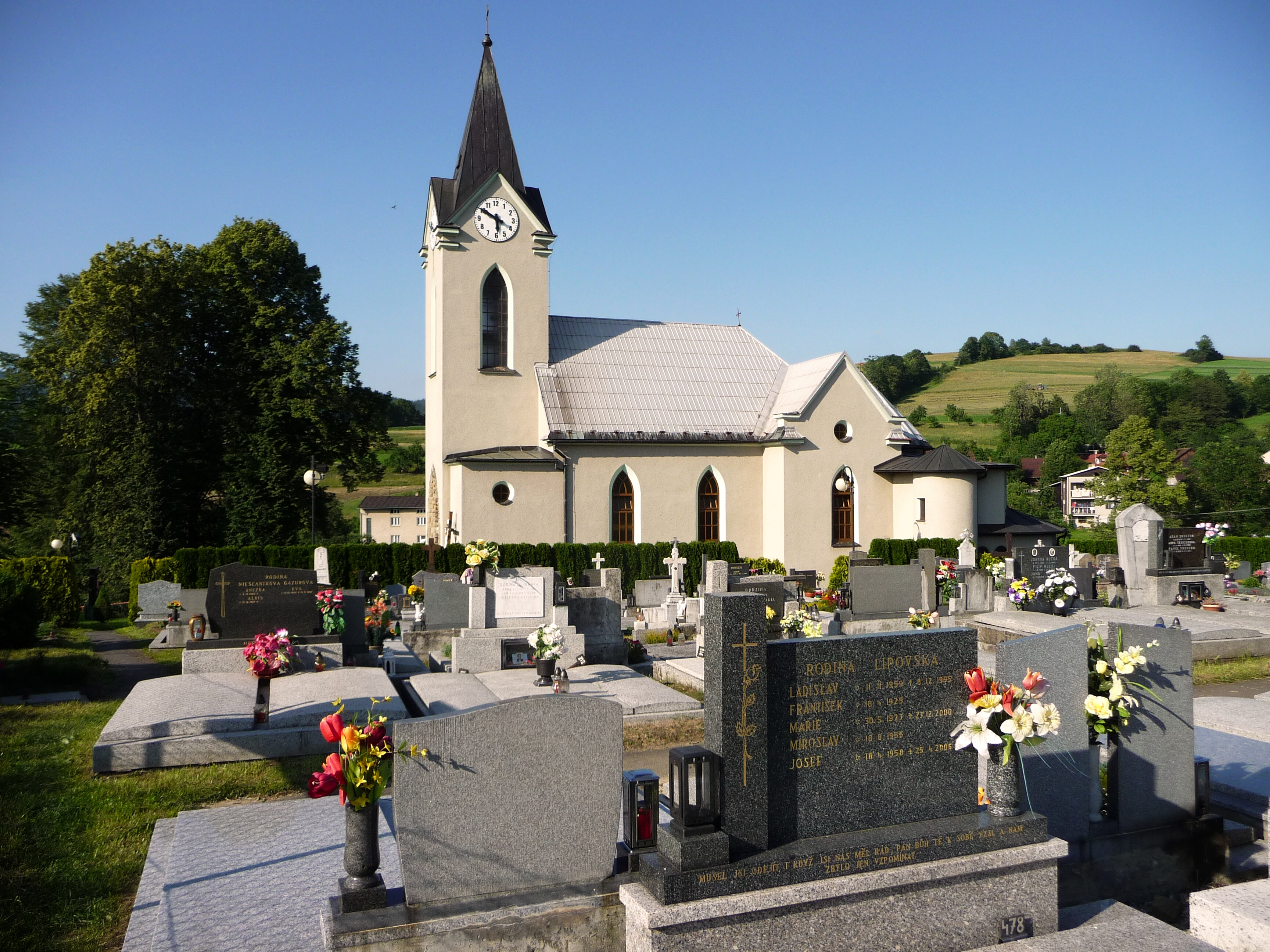
Kościół Wniebowzięcia Najświętszej Marii Panny

Szkolnictwo w Bukowcu ma długą historię. Według tradycji pierwszym bukowskim nauczycielem był kowal Sikora, który uczył dzieci pisać i czytać w swojej kuźni. Do pisania służyły wykute przez nauczyciela gwoździe, którymi pisano na płaskich płytkach miękkiego łupku. Pierwsza szkoła, prowadzona przez parafię katolicką w Jabłonkowie, istniała tu już zapewne w roku 1792. Bukowiec należał zresztą do nielicznych wsi Ziemi Cieszyńskiej prawie jednolitych wyznaniowo (katolickich). Budowę miejscowego kościoła rozpoczęto pod koniec lat 30. XX wieku, obecnie jest on kościołem filialnym parafii w Jabłonkowie. Według austriackiego spisu ludności z roku 1910 żyły w Bukowcu 1043 osoby, z tego 1041 (99,8%) Polaków i dwóch (0,2%) Czechów. Po zajęciu Zaolzia przez Polskę w 1938 r. wieś odwiedził Melchior Wańkowicz, a następnie wspomniał ją w swym reportażu pt. Fanfara Zaolziańska („Ów Bukowiec leży w całkiem pogarbionym kraju, na końcu jakichś niekończących się spirali białych dróg”).
W latach 1975–1990 wieś była częścią miasta Jabłonków.
Do 21 grudnia 2007 r. w miejscowości funkcjonowały przejścia graniczne Bukovec – Jasnowice oraz Bukovec – Istebna, które na mocy Układu z Schengen zostały zlikwidowane.

## Turystyka

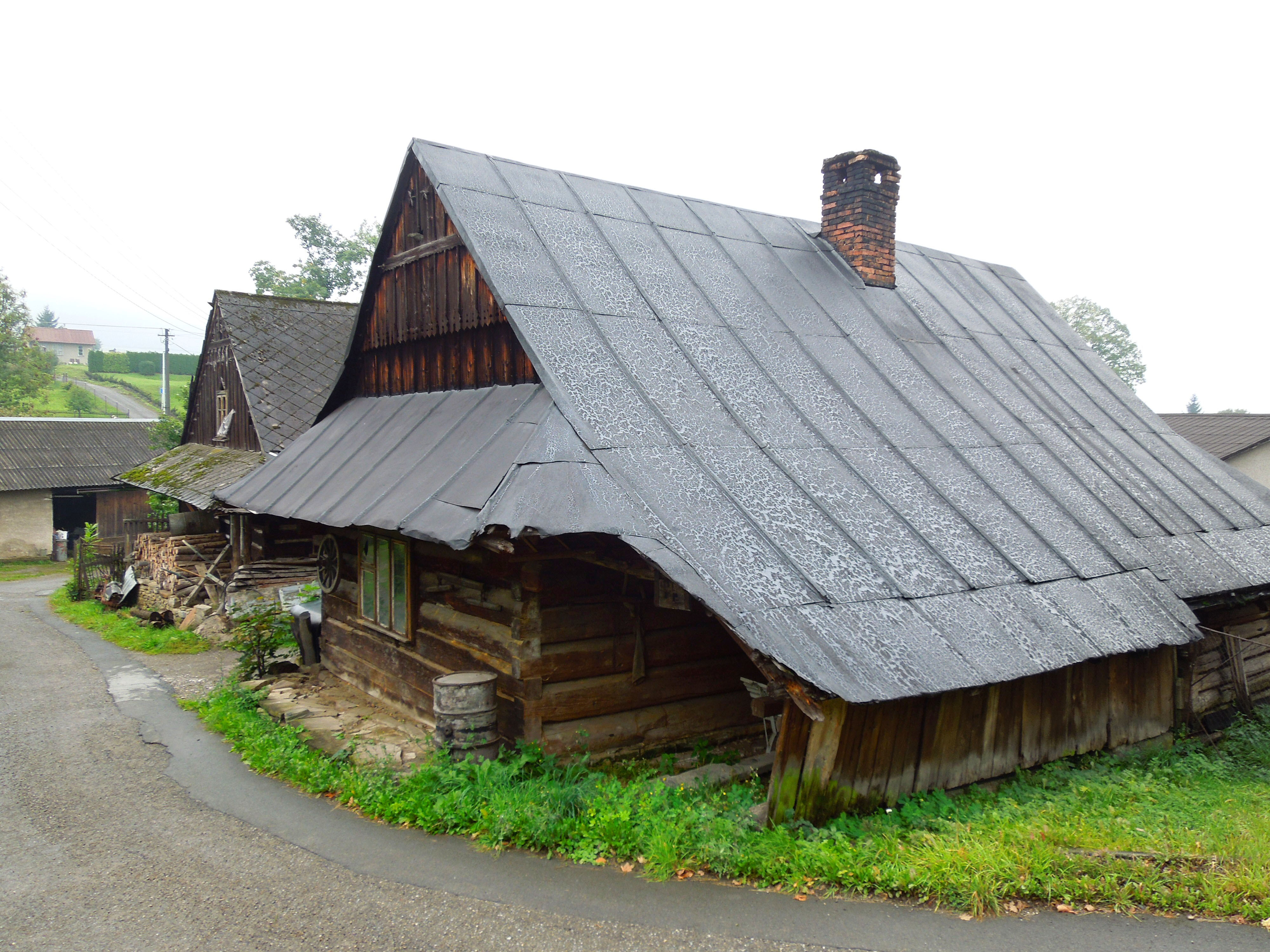
Tradycyjne drewniane chałupy (drzewiónki)

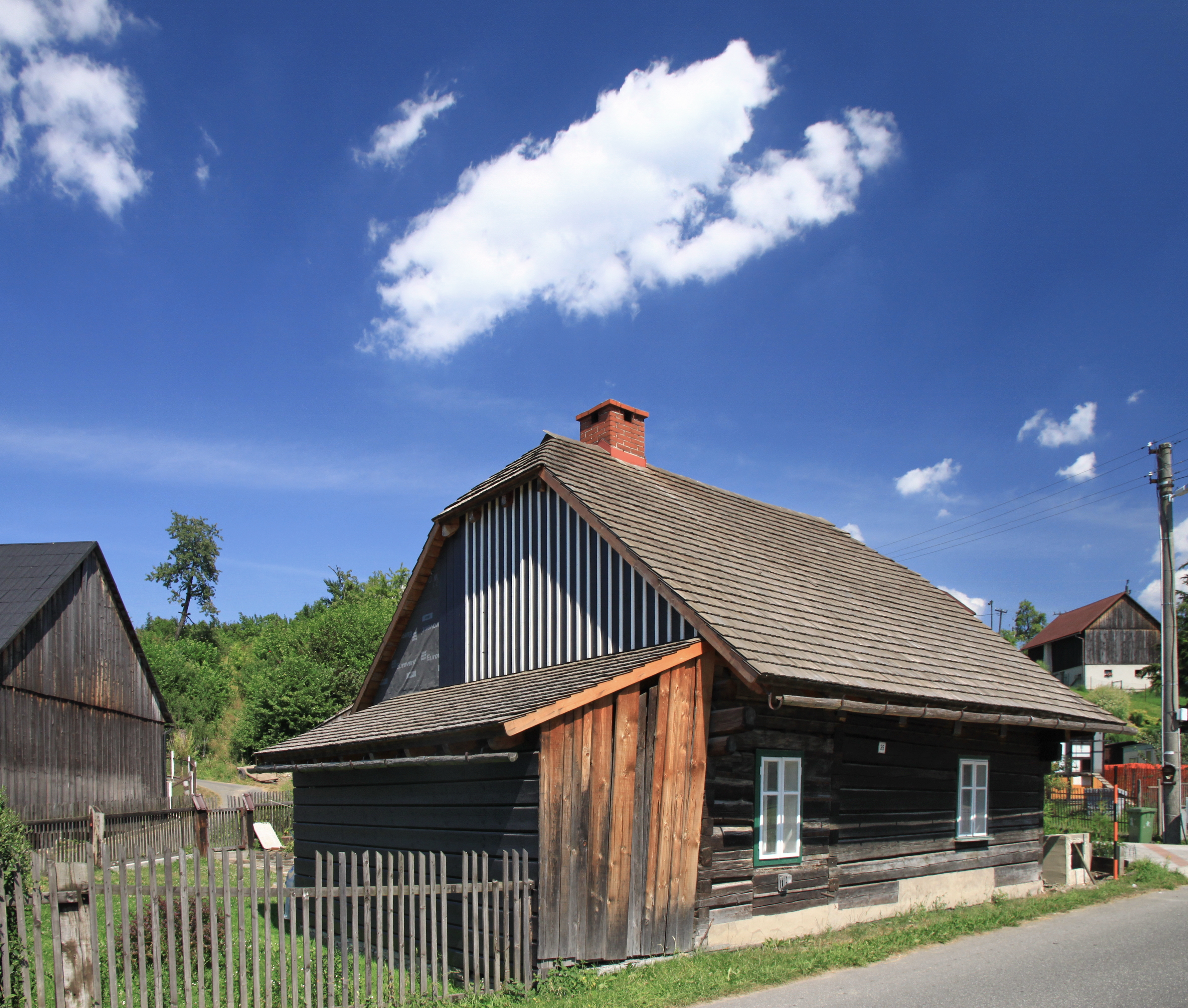
Zabytkowa drewniana chałupa (drzewiónka) nr 35

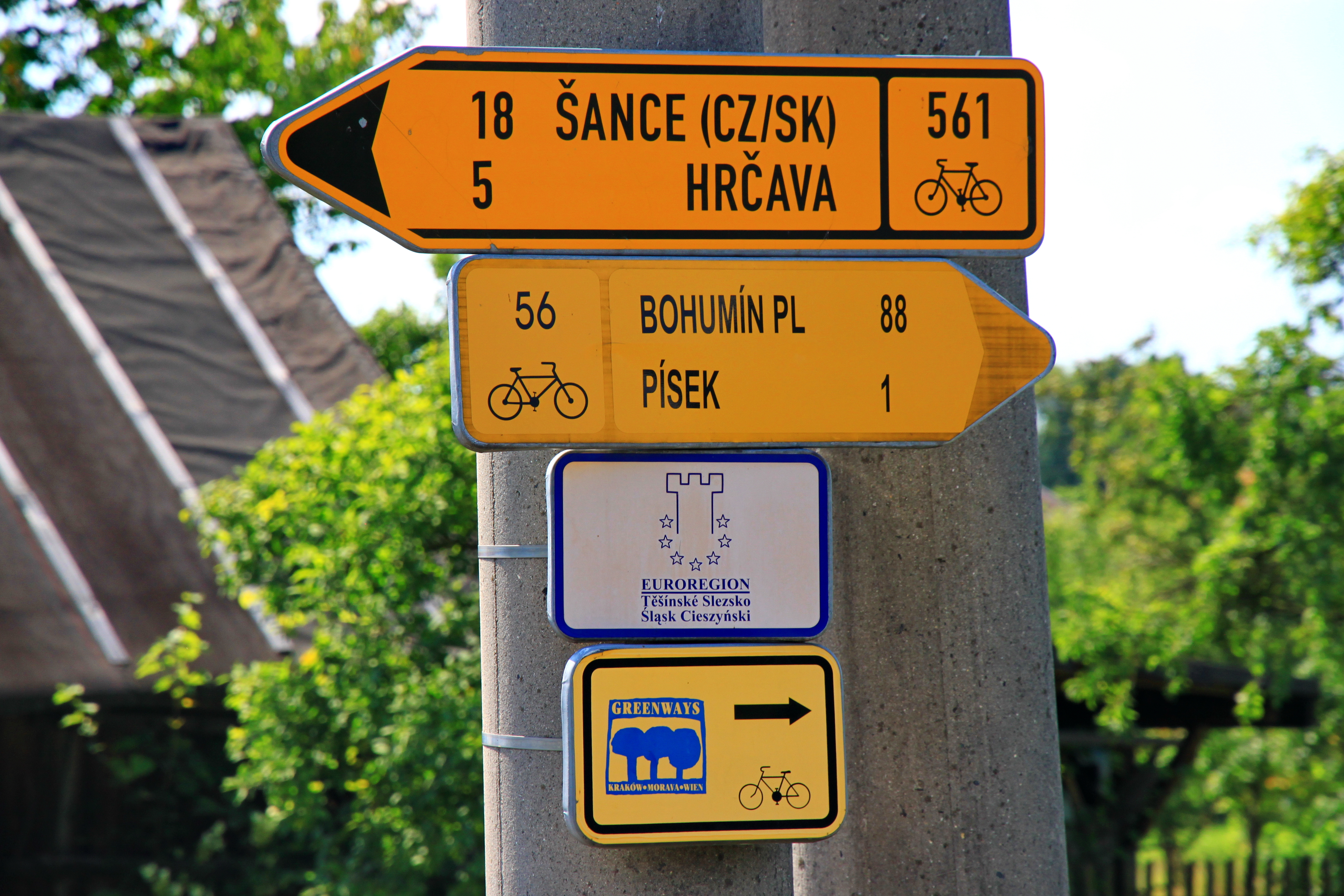
Tabliczki tras rowerowych

Do niedawna Bukowiec był największym skupiskiem drewnianej architektury ludowej w czeskiej części doliny Olzy. Większość budynków stanowiły tu tradycyjne drzewiónki – drewniane chałupy konstrukcji zrębowej, kryte szyndziołami, pierwotnie kurne. Dziś pozostało ich już zaledwie kilka. Cztery chałupy (o numerach 35, 62, 78 i 79) mają status zabytku. Jeszcze w latach 50. XX w. było tu ponad 100 drewnianych chałup, a konserwatorzy zabytków wytypowali do objęcia ochroną duży zespół kilkunastu zagród góralskich. Pomysł założenia tu skansenu nie został jednak zrealizowany, a najcenniejsze z zachowanych obiektów, jak fojstwi (wójtostwo) i kuźnia Jochymka, przeniesiono do skansenu wałaskiego w Rożnowie pod Radgoszczem.
W miejscowej szkole podstawowej z polskim językiem nauczania znajduje się niewielkie Muzeum Regionalne.
W Bukowcu mieszkał jeden z ostatnich wielkich gajdoszów beskidzkich, Paweł Zogata, pochowany w sąsiedniej Herczawie. Jego synem jest Jindřich Zogata, żyjący w morawskim Brnie uznany czeski poeta, w swych utworach wracający często na czesko-słowacko-polskie pogranicze.
We wschodniej części wsi, w dolince Oleckiego Potoku, tuż przy granicy czesko-polskiej, znajduje się rezerwat przyrody „Bukovec”, który chroni tu małą populację zagrożonego wyginięciem starca górskiego z rodziny astrowatych. W pobliżu Olzy, koło domu nr 5, rośnie największy i najstarszy w Czechach wiąz górski; ma 38 m wysokości, ponad 7 m obwodu pnia, a jego wiek szacowany jest na 360 lat.
Przez miejscowość przebiegają następujące trasy rowerowe:
- Międzynarodowy Szlak Rowerowy Greenways Kraków – Morawy – Wiedeń
- Radegast CykloTrack Trojmezí
- trasa nr 56 (89 km), czeska część tzw. Pętli Rowerowej Euroregionu Śląsk Cieszyński
- trasa nr 561 Mosty koło Jabłonkowa – Bukowiec (20 km)
- trasa nr 6086

Piesze szlaki turystyczne przebiegające przez Bukowiec:
- w masyw Stożka i dalej na Filipkę,
- przez Girową do Mostów koło Jabłonkowa,
- byłe przejście graniczne CZ/PL – Komorovský Grúň (4 km)
- Nawsie – Girowa – Markov (11 km)
- Bukovecka trasa Nordic Walking (11,5 km)
- ścieżka edukacyjna „Ku najbardziej na wschód wysuniętemu krańcowi Republiki Czeskiej”